# Лешем, Наоми
Наоми Лешем (ивр. נעמי לשם‎, род. 3 ноября 1963, Иерусалим) — израильский фотограф. Её работы находятся в коллекциях Израильского музея в Иерусалиме, Тель-Авивского художественного музея, Художественного музея Нортона во Флориде, США. В 2009 году она получила премию Леона Константинера для израильского художника от Тель-Авивского художественного музея.

## Биография
Наоми Лешем родилась в Иерусалиме, Израиль. В 1987 году она окончила факультет фотографии Академического колледжа Хадасса в Иерусалиме. В 1984–1985 годах изучала общие и немецкие исследования во Фрибурском университете, Швейцария. В 2014 году она получила грант Mifal HaPayis Arts and Culture. Её фотографии представляют собой ряд концептуальных исследований нескольких уровней жизни рядом со смертью, области, в которой на её работы повлияла её жизнь как потомка переживших Холокост и вдовы солдата ЦАХАЛа с юных лет, а также коллективный израильский опыт.
Наоми преподаёт в различных художественных школах.

## Работы
Работы Лешем выставлялись в Тель-Авивском художественном музее, Музее Израиля в Иерусалиме, Музее Ритберга в Цюрихе, Художественном музее Нортона во Флориде, Галерее Нога в Тель-Авиве, Галерее Андреа Мейслин в Нью-Йорке и в галерее Ncontemporary в Лондоне.
После вручения премии Constantiner Photography Award в 2009–2010 годах в Тель-Авивском художественном музее прошла выставка серии её работ «Подиумы».
Ещё одна выставка её работ «Призраки других» прошла в галерее современного искусства Нога в Тель-Авиве в 2019 году. На этой выставке Наоми Лешем отошла от привычки начинать с моментов собственной биографии и вместо этого использовала в качестве отправной точки изображения, происходящие из индивидуальной или коллективной истории других людей — от изображений, сфотографированных в окопах Первой мировой войны в Эльзасе, до завершающих работ, например, бельгийский медальон 1940-х годов, лежащий на груди молодой израильтянки.
«Спящие» — ещё одна серия Лешем, в которой она в течение трёх лет фотографировала подростков в Израиле, Швейцарии, Франции и США на разных стадиях их сна в своих спальнях. Серия исследует портретную живопись и промежуточное состояние сна как изображение стадии между жизнью и смертью в разных культурах и религиях. Серия выставлялась в Музее Израиля в Иерусалиме, галерее Андреа Мейслин в Нью-Йорке, Kunst(zeug)Haus Rapperswil в Швейцарии и других галереях. Книга выставки издана совместно швейцарским издательством «Benteli» и израильским издательством «Even Hoshen». Книга содержит 32 изображения спящих детей, а также текст, написанный специально для этой работы израильским писателем Эшколем Нево, израильскими художниками Эраном Цуром и Реувеном Купперманом, швейцарским писателем Урсом Фасом, немецким поэтом и прозаиком Уллой Хан, и сербско-канадским писателем Давидом Албахари.

## Коллекции
- Израильский музей, Иерусалим[13]
- Тель-Авивский музей изобразительных искусств[13]
- Художественный музей Нортона[англ.], Флорида, США[14][13]
- Коллекция Мешерта, Париж[15]